# Stekelnootje

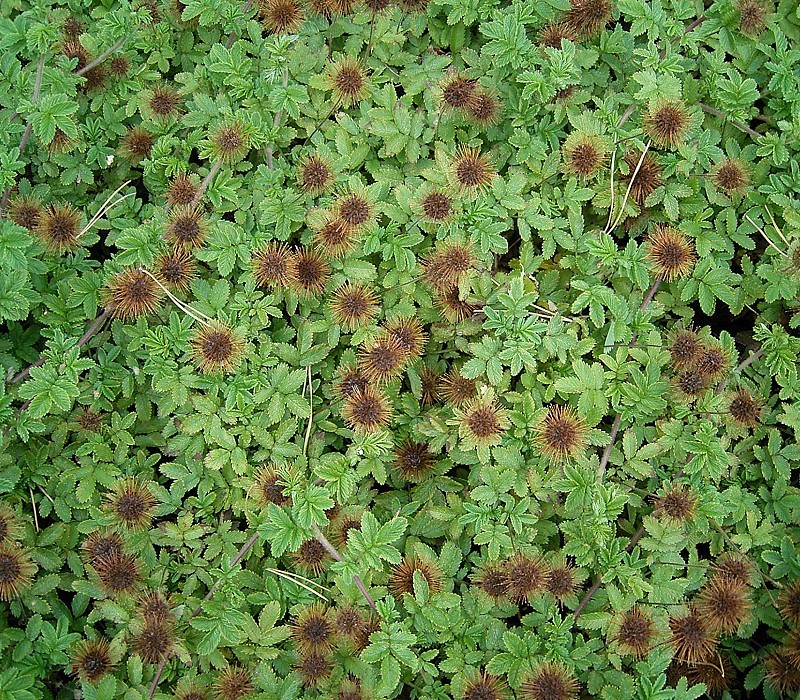
Acaena anserinifolia

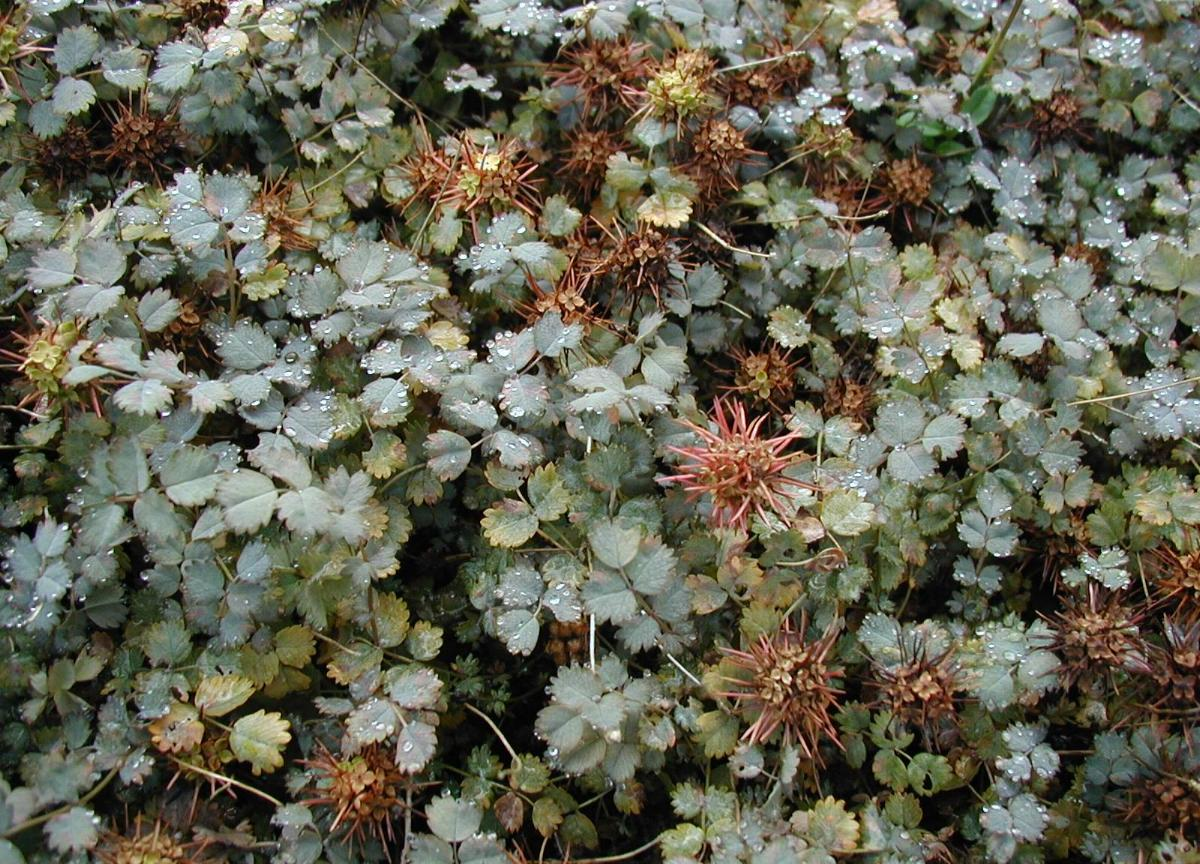
Acaena buchananii

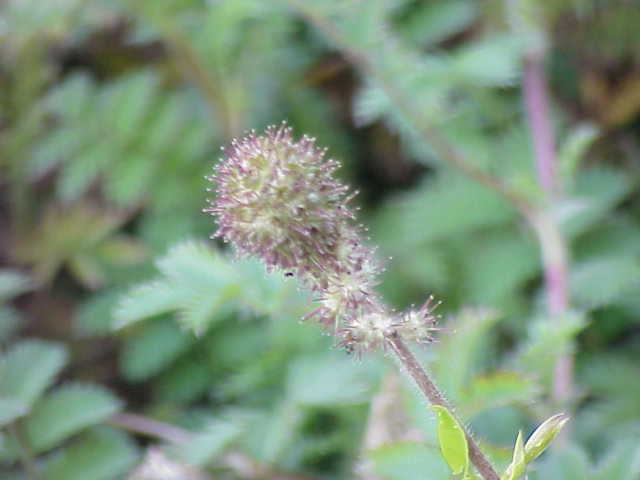
Acaena hyronymi

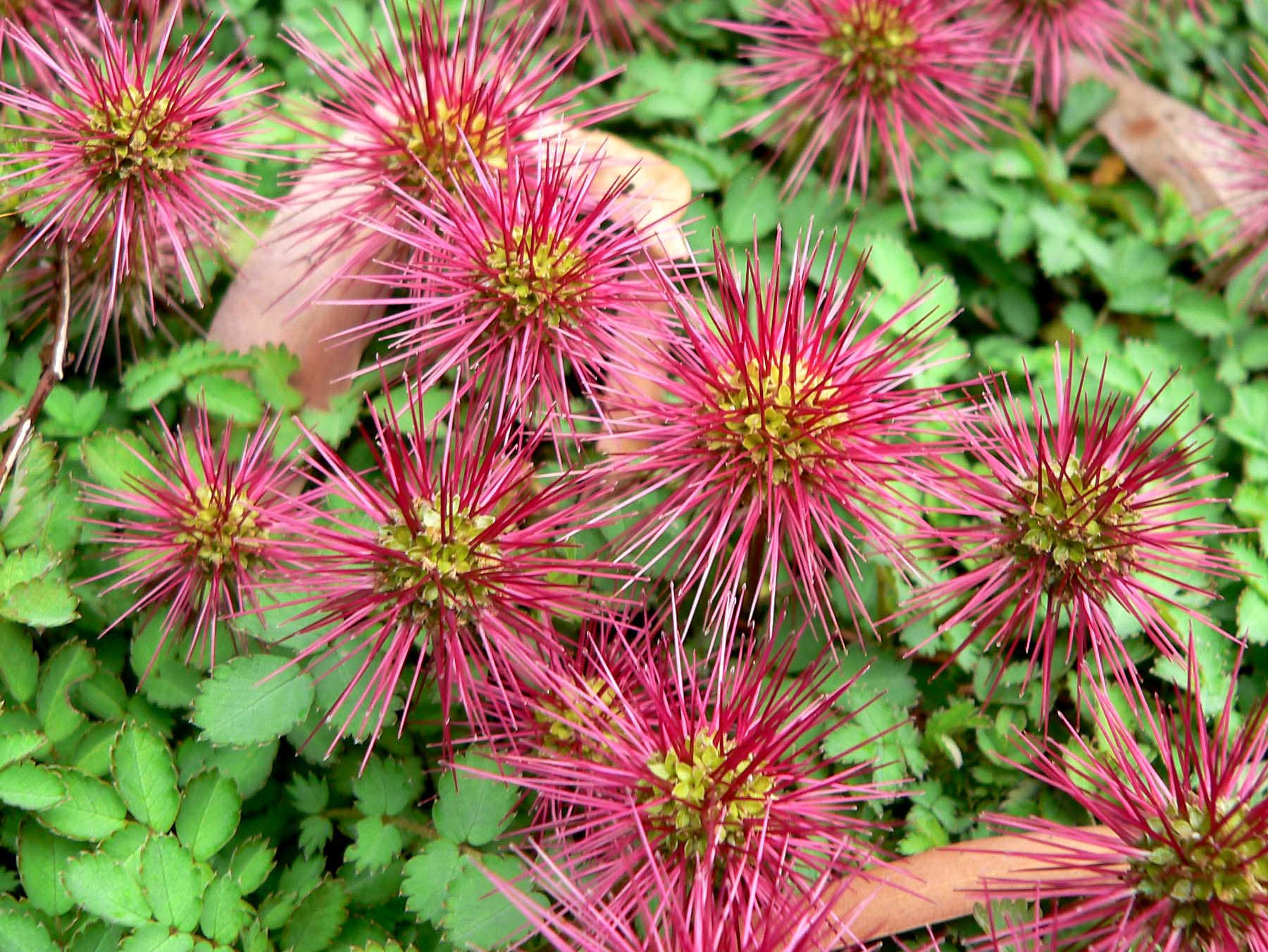
Acaena magellanica

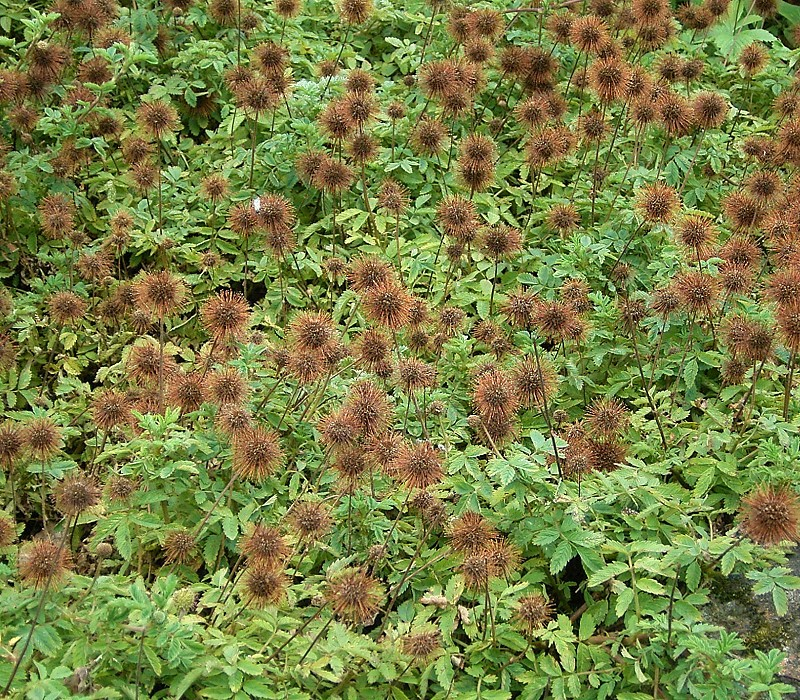
Acaena ovalifolia

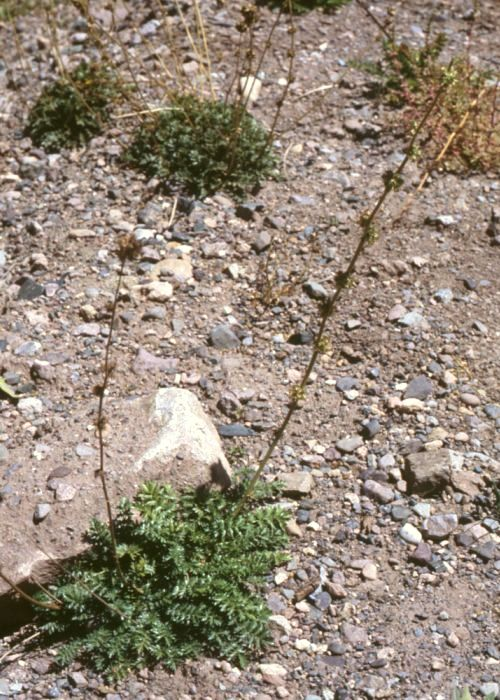
Acaena pinnatifida

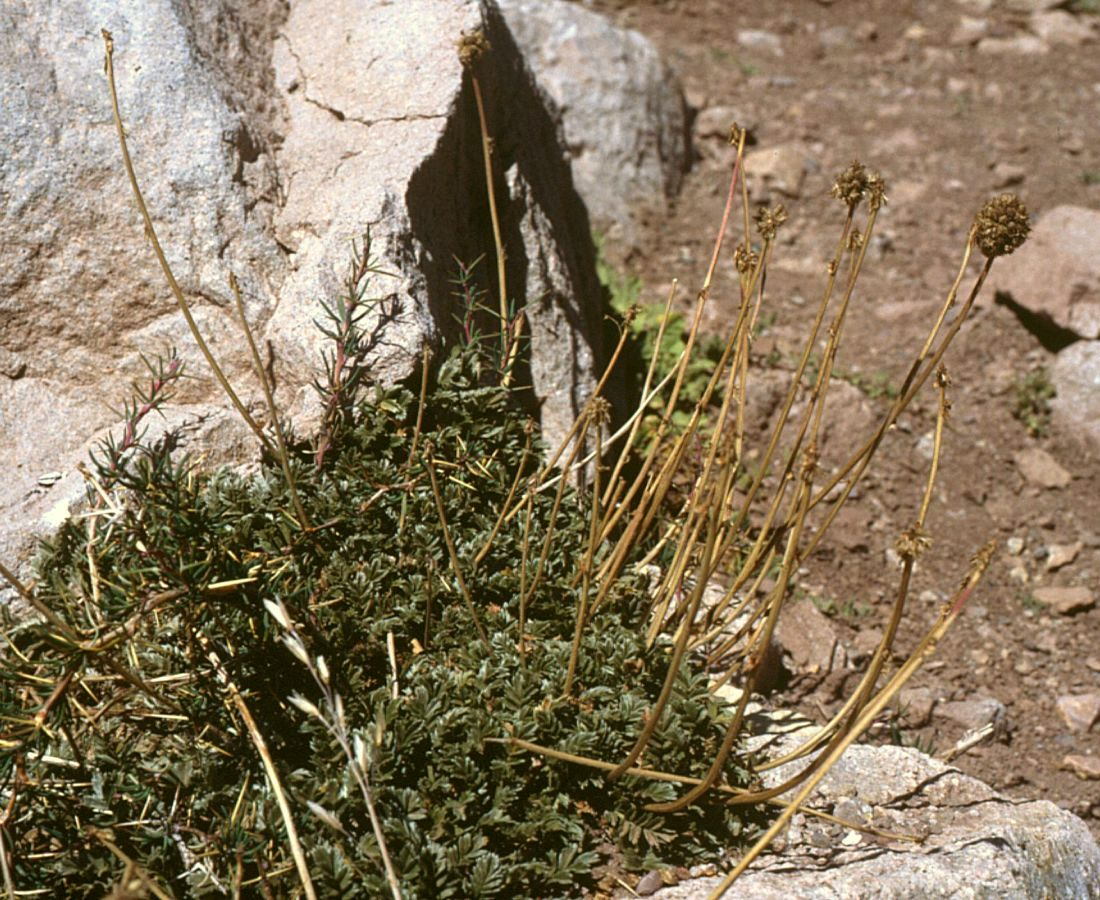
Acaena sericea

Stekelnootje (Acaena) is een geslacht van een honderdtal soorten vaste, kruidachtige planten uit de rozenfamilie (Rosaceae), dat voornamelijk voorkomt in het zuidelijk halfrond. In Europa worden soorten gecultiveerd als groenblijvende bodembedekkers.

## Naamgeving
De geslachtsnaam Acaena is afkomstig van het Griekse woord akaina, dat doorn betekent en verwijst naar de stekels van de bloembodem.

## Verspreiding
Het geslacht komt vooral in het zuidelijk halfrond voor, met name in Australië, Nieuw-Zeeland en Zuid-Amerika. Soorten als Acaena exigua (Hawaï) en Acaena pinnatifida (Californië) komen ook in het noordelijk halfrond voor. Californië beschouwt de als zandminnende tuinplant geïmporteerde Acaena pallida als invasieve soort.
In Groot-Brittannië wordt Acaena novae-zelandiae als invasieve soort beschouwd. Deze met geïmporteerde schaapswol ingevoerde, stekelige plant woekert aan kusten en in duinen.
In heel Europa vindt men (verwilderde) cultivars, die met name zijn ontwikkeld voor de vraag naar (half)groenblijvende kruiden en heesters, die daarenboven weinig veeleisend zijn qua bodemsamenstelling en bewatering.

## Beschrijving
Acaena is een geslacht van vaste zodevormende kruiden en halfstruiken met 4–15 cm lange, 7 tot 21 maal geveerde, gezaagde en vaak behaarde bladeren, verspreid langs kruipende, liggende stengels.
De kroonbladloze bloemen vormen een openstaande bol met een diameter van 1–2 cm.
De harde stekelige vruchten hebben vaak weerhaakjes waardoor ze makkelijk via de vacht van dieren (schapen) worden verspreid.

## Botanische toepassing
Stekelnootje is een groenblijvende bodembedekker voor halfschaduw en volle zon die bloeit in juni, juli en augustus. Ook de rijpe vruchten zijn decoratief bijvoorbeeld in droogboeketten.
Acaena verkiest kalkrijke grond, doch is niet veeleisend en wordt zowel toegepast in perkjes als rotstuintjes (10 planten per m²). Hij verdraagt droogte en hitte maar dient beschermd/afgedekt bij strenge vorst.
Vermeerdering via afleggen, scheuren, stekken of zaaien.

## Soorten[2]
- Acaena agnipila Gand.
- Acaena alpina Poepp. ex Walp.
- Acaena anserinifolia (J.R.Forst. & G.Forst.) J.B.Armstr.
- Acaena antarctica Hook.f.
- Acaena argentea Ruiz & Pav.
- Acaena boliviana Gand.
- Acaena buchananii Hook.f.
- Acaena caesiiglauca (Bitter) Bergmans
- Acaena caespitosa Gillies ex Hook. & Arn.
- Acaena confertissima Bitter
- Acaena cylindristachya Ruiz & Pav.
- Acaena dumicola B.H.Macmill.
- Acaena echinata Nees
- Acaena elongata L.
- Acaena emittens B.H.Macmill.
- Acaena eupatoria Cham. & Schltdl.
- Acaena exigua A.Gray
- Acaena fissistipula Bitter
- Acaena fuscescens Bitter
- Acaena glabra Buchanan
- Acaena hirsutula Bitter
- Acaena inermis Hook.f.
- Acaena integerrima Gillies ex Hook. & Arn.
- Acaena juvenca B.H.Macmill.
- Acaena latebrosa W.T.Aiton
- Acaena leptacantha Phil.
- Acaena longiscapa Bitter
- Acaena lucida (Aiton) Vahl
- Acaena macrocephala Poepp.
- Acaena magellanica (Lam.) Vahl
- Acaena masafuerana Bitter
- Acaena microphylla Hook.f.
- Acaena minor (Hook.f.) Allan
- Acaena montana Hook.f.
- Acaena myriophylla Lindl.
- Acaena novae-zelandiae Kirk
- Acaena ovalifolia (Vahl) Ruiz & Pav.
- Acaena ovina A.Cunn.
- Acaena pallida (Kirk) Allan
- Acaena patagonica A.E.Martic.
- Acaena pinnatifida Ruiz & Pav.
- Acaena platyacantha Speg.
- Acaena poeppigiana Gay
- Acaena profundeincisa (Bitter) B.H.Macmill.
- Acaena pumila Vahl
- Acaena rorida B.H.Macmill.
- Acaena saccaticupula Bitter
- Acaena sarmentosa (Thouars) Carmich.
- Acaena sericea J.Jacq.
- Acaena splendens Hook. & Arn.
- Acaena stangii Christoph.
- Acaena stricta Griseb.
- Acaena subincisa Wedd.
- Acaena tenera Albov
- Acaena tesca B.H.Macmill.
- Acaena torilicarpa Bitter
- Acaena trifida Ruiz & Pav.

## Hybriden
- Acaena × anserovina Orchard

... · 
Acaena (stekelnootje) · 
Adenostoma · 
Agrimonia (agrimonie) · 
Alchemilla (vrouwenmantel) · 
Amelanchier (krentenboompje) · 
Aphanes (leeuwenklauw) · 
Aronia (appelbes) · 
Aruncus · 
Comarum · 
Cotoneaster (dwergmispel) · 
Crataegus (meidoorn) · 
Cydonia (kweepeer) · 
Dryas · 
Eriobotrya · 
Filipendula (spirea) · 
Fragaria (aardbei) · 
Geum (nagelkruid) · 
Hagenia · 
Kerria (ranonkelstruik) · 
Malus (appel) · 
Mespilus · 
Potentilla (ganzerik) · 
Prunus · 
Pyracantha (vuurdoorn) · 
Pyrus (peer) · 
Rosa (roos) · 
Rubus (braam) · 
Sanguisorba (pimpernel) · 
Sorbaria · 
Sorbus (lijsterbes) · 
...